# Советские диверсанты в Финляндии
Советские диверсанты в Финляндии, чаще всего десантники военно-воздушных сил СССР, забрасываемые на территорию Финляндии во время Второй мировой войны. В финском языке используется заимствованный из русского языка термин — десант (desantti, изначально от французского глагола descendre — «опускающийся»), который применяют, как правило, к советским парашютистам, входившим в диверсионно-разведывательные группы.

## Приговоры суда
Для диверсионной работы на территории Финляндии требовались люди, знающие язык и местность. Зачастую их находили в лагерях НКВД, даже освобождая от расстрельных статей. Большую часть десантников, сброшенных в Финляндию, достаточно быстро задерживали, этому способствовала атмосфера политического террора в СССР — многие диверсанты сразу после высадки бросали оружие и просили встреченных ими жителей вызвать полицию. Официальных данных о таких лицах, по понятным причинам, практически нет. Существуют разрозненные свидетельства третьих лиц, что такие лица жили и живут в Финляндии, или переехали в Швецию.
Женевская конвенция не давала диверсантам статуса военнопленного, так как шпионы, проводники-предатели и т. п. в случае захвата их в плен, не имеют права на этот статус. Переодетых в гражданское почти всегда расстреливали как шпионов, если они не успевали покончить с собой. Многих женщин-диверсантов приговаривали к тюремному заключению, самая известная из них, наверное, Кертту Нуортева. По официальным данным за 1939—1944 годы в Финляндии были казнены, умерли или приговорены к пожизненному сроку 785 диверсантов, но действительное количество очевидно около тысячи.
Шестерых, приговорённых в Советско-финляндскую войну (1939—1940) к смертной казни, помиловали с заключением мира в 1940 году, один умер до казни и пять погибли в лагере при советской бомбардировке. Во время короткого мира, с 1940 по 1941 год, приговорили ещё 59 шпионов, но никого не казнили.
В ходе Советско-финской войны (1941—1944), есть данные, что в 1942 году двое диверсантов приговорённых к смерти покончили с собой до исполнения приговора, один бежал, двое погибли от ран полученных при задержании. В 1943 году помиловали 6 приговорённых к смерти, один покончил с собой и одна казнь стоит под сомнением, её исполнение не доказано и не опровергнуто. В 1944 году во время Лапландской войны трое диверсантов получили пожизненный приговор, один покончил с собой и один был помилован.
Приговоры часто выносились военно-полевым судом, но также дела рассматривал и Высший военный суд, особенно в порядке обжалования приговоров военно-полевого суда. Он часто менял приговор за шпионаж с тюремного заключения на смертную казнь или наоборот — не на все дела было дано право на обжалование. Обычно смертные приговоры военно-полевого суда приводились в исполнение сразу. Несовершеннолетние приговаривались часто к 12 годам, но также и к более коротким срокам, по крайней мере один 16-летний получил лишь 10 лет тюрьмы. Помогавшие диверсантам гражданские получали более мягкое наказание. На приговор влияло желание шпиона сотрудничать с финскими властями, что позволяло в некоторых случаях даже полностью избежать приговора. Если диверсант был одет в советскую военную форму, его рассматривали как разведчика и он получал статус военнопленного, но и из этого правила случались исключения.
На фоне некоторых других западных стран Финляндия более сурово относилась к диверсантам. Так, в Великобритании было повешено всего 15 немецких диверсантов и ещё одного, Йозефа Якобса, расстреляли в Тауэре. В США приговорили к электрическому стулу шестерых немецких агентов и нескольких расстреляли за военные преступления.

## Захоронения
Погибшие советские военнопленные захоронены на обычных кладбищах, обычно в братских могилах. На территории Финляндии имеется четыре захоронения лиц, не имеющих такого статуса — предателей, уголовников и диверсантов. Это два захоронения в Юликииминки, одно около кладбища в Оулу, и в районе Кярсямяки в Турку. В районе Юликииминки в 1942 году был бой с высадившимися советскими десантниками, которые были переодеты в финскую форму и говорили по-фински. Погибшие в том бою были захоронены в первых трёх захоронениях, поэтому надпись на камне «казнённые по приговору» не вполне соответствует действительности. Надпись на камне в Кярсямяки, установленном в 1972 году, также вводит в заблуждение, не сообщая обо всех захоронённых — об этом говорят и уголовные обстоятельства некоторых приговоров. Например, не упомянут расстрелянный в один день вместе с Сарви и Пююккёнен убийца Кольонен, военнопленным назван Мейнхард Кирс, который в феврале 1942 убил изготовленным в тюремной мастерской ножом священника Йоханнеса Кунила, за что и был расстрелян. Попытка найти по ФИО и дате рождения место призыва, например, через ОБД «Мемориал», как правило не приводит к успеху, если имеется случай вербовки в диверсанты приговорённых к смерти в лагерях НКВД уголовников (их не призывали) или иностранцев.